# George E. Roberts
Pour les articles homonymes, voir Roberts.
George Evan Roberts (19 août 1857 - 6 juin 1948) est directeur de la Monnaie des États-Unis de 1898 à 1907, puis de 1910 à 1914.

## Biographie

### Jeunesse et débuts professionnels
George E. Roberts naît à Colesburg, dans l'Iowa, le 19 août 1857. Il est le fils de David et Mary (Harvey) Roberts. Il grandit dans le comté de Dubuque, à Manchester et à Fort Dodge.
À l'âge de 15 ans, Roberts commence une carrière dans l'industrie de la presse en travaillant comme apprenti imprimeur au Fort Dodge Times, puis au Fort Dodge Messenger. Il est brièvement rédacteur en chef du Sioux City Journal. En 1878, il achète le Fort Dodge Messenger et en devient le rédacteur en chef. Roberts est actif au sein du parti républicain de l'Iowa et, en 1883, il est élu imprimeur de l'État de l'Iowa, poste qu'il occupe jusqu'en 1889. En 1902, il achète avec un partenaire l'Iowa State Register et le Des Moines Leader, qu'ils fusionnent pour former le Des Moines Register and Leader.

### Opposant à la libre frappe
En tant qu'éditeur de journaux, Roberts s'intéresse particulièrement à la politique économique et monétaire. C'est un opposant à la libre frappe de la monnaie. En 1894, il publie une réponse à Coin's Financial School (1893) de William Hope Harvey, intitulée Coin at School in Finance. Il publie ensuite Money, Wages and Prices et Iowa and the Silver Question (1896). Ces deux ouvrages jouent un rôle important dans la campagne qui conduit à la défaite de William Jennings Bryan lors de l'élection présidentielle américaine de 1896. En 1902, Roberts est l'auteur de la plate-forme du parti républicain de l'Iowa sur les tarifs douaniers, qui critique le protectionnisme et soutient la réciprocité.

### Directeur de la Monnaie
En 1898, le secrétaire américain au Trésor Lyman J. Gage recommande au président des États-Unis William McKinley de nommer Roberts directeur de la Monnaie des États-Unis, poste qu'il occupe de février 1898 à juillet 1907. Il devient ensuite président de la Commercial National Bank à Chicago. En 1910, le président William Howard Taft nomme Roberts pour un troisième mandat en tant que directeur de la Monnaie des États-Unis, poste qu'il occupe de juillet 1910 à novembre 1914.

### Carrière dans la finance
Après avoir quitté le service public en 1914, Roberts devient assistant du président de la National City Bank à New York. En 1916, il est élu sociétaire de l'American Statistical Association. Il devient vice-président de la banque en 1919, poste qu'il occupe jusqu'en 1931, date à laquelle il devient l'un des conseillers économiques de la banque, poste qu'il occupe jusqu'à sa mort. De 1914 à 1940, Roberts édite la Monthly Economic Letter de la banque, un bulletin d'investissement traitant des événements mondiaux, des affaires économiques et des finances nationales et internationales. En 1929, il dirige une délégation de financiers qui se rend au Panama pour étudier les finances de ce pays. Il est membre de la délégation de l'or du comité financier de la Société des Nations de 1930 à 1932.

### Mort
Roberts décède à son domicile de Larchmont, dans l'État de New York, le 6 juin 1948.